# Flaviellus phalerius
Flaviellus phalerius är en skalbaggsart som beskrevs av Gordon och Paul E.Skelley 2007. Flaviellus phalerius ingår i släktet Flaviellus och familjen Aphodiidae. Inga underarter finns listade i Catalogue of Life.